# Nádherné bytosti
Nádherné bytosti (v anglickém originále Beautiful Creatures) je americký romantický a fantastický film z roku 2013, natočený podle stejnojmenného románu od Kami Garcii a Margaret Stohl. Režie a scénáře se ujal Richard LaGravenese. Hlavní role hrají Alden Ehrenreich, Alice Englert, Jeremy Irons, Emma Thompson, Viola Davis, Emmy Rossum, Thomas Mann a Eileen Atkins. Film měl premiéru ve Spojených státech a České republice dne 14. února 2013.

## Obsazení
- Alden Ehrenreich jako Ethan Lawson Wate
- Alice Englert jako Lena Duchannes
- Jeremy Irons jako Macon Melchizedek Ravenwood
- Viola Davis jako Amarie Treadeau
- Emmy Rossum jako Ridley Duchannes
- Thomas Mann jako Wesley Jefferson Lincoln, "Link"
- Emma Thompson jako Mavis Lincoln/Sarafine Duchannes
- Margo Martindale jako Delphine Duchannes
- Eileen Atkins jako Emmaline Duchannes
- Zoey Deutch jako Emily Asher
- Tiffany Boone jako Savannah Snow
- Kyle Gallner jako Larkin Kent
- Rachel Brosnahanová jako Genevieve Katherine Duchannes
- Pruitt Taylor Vince jako pan Lee
- Robin Skye jako paní Hester
- Randy Redd jako reverend Stephens
- Lance E. Nichols jako starosta Snow
- Leslie Castay jako ředitel Herbert
- Sam Gilroy jako Ethan Carter Wate
- Gwendolyn Mulamba jako paní Snow
- Cindy Hogan jako paní Asher

## Produkce
V roce 2009 odkoupila společnost Alcon Entertainment práva na film a krátce poté podepsala smlouvu s režisérem a scenáristou Richardem LaGravenesem. Namísto Aldena Erhenreicha měl hrát hlavní roli Ethana Jack O'Connell, ten musel kvůli natáčení jiného filmu od projektu odejít. Natáčení bylo zahájeno dne 23. dubna 2012 v New Orleans. Dne 19. září 2012 byl zveřejněn první trailer k filmu. 

## Přijetí

### Tržby
Film vydělal 19,4 milionů dolarů v Severní Americe a 40,6 milionů dolarů v ostatních oblastech, celkově tak vydělal 60 milionů dolarů po celém světě. Rozpočet filmu činil 60 milionů dolarů. Za první víkend docílil šesté nejvyšší návštěvnosti, kdy vydělal 7,5 milionů dolarů.

### Recenze
Na recenzní stránce Rotten Tomatoes získal ze 169 započtených recenzí 46 procent. Na serveru Metacritic snímek získal z 40 recenzí 52 bodů ze sta. Na Česko-Slovenské filmové databázi snímek získal 55 procent.

### Nominace
Film získal 6 nominací na cenu Teen Choice Awards v kategoriích: nejlepší romantický film, nejlepší filmový herec: romantický film (Ehrenreich), nejlepší filmová herečka: romantický film (Englert), nejlepší sci-fi/fantasy film, objev roku (Englert) a nejlepší polibek. 